# Zenón Franco Ocampos
Zenón Franco Ocampos (Asunción, 12 de mayo de 1956-Vigo España, 1 de octubre de 2024) fue un ajedrecista paraguayo, Gran Maestro Internacional (GM).

## Resultados destacados en competición
En títulos individuales destacamos, el campeón de Paraguay en 1976, Campeón del Grand Prix de la República Argentina, en 1979, 1980 y 1981. Campeonato Panamericano en San Pedro de Jujuy, Argentina en1981, y subcampeón de España en 1999 por detrás de Miguel Illescas.
En títulos por equipos destacamos, participó en once Olimpíadas de ajedrez, en siete ocasiones representó a Paraguay, en 1976, 1978, 1982, 1984, 1988, 1990, 2002, 2004, 2006 y 2008 y en una a España en 1998, alcanzando en los años 1982, en Lucerna y 1990 en Novi Sad, la medalla de oro individual al primer tablero. Dos veces Campeón de España por equipos en Menorca en 1994, con el club Villa de Teror, Canarias, y en Lanzarote en 2003 con el club Marcote, Galicia.

## Periodismo
Fue columnista semanal en el periódico ABC Color de Asunción, Paraguay, desde 2002 hasta 2016, y colaborador de las revistas especializadas en ajedrez El Rey, Ajedrez de Estilo, Gambito, Jaque y Torre & Cavallo.

## Libros
Zenón Franco ha publicado un total de 40 libros en 7 idiomas diferentes:
En español:
- Usted Juega, editorial Esfera Editorial, ISBN 99920 906 0 X, año 2005.
- Magistral Ciudad de León, 20 años de ajedrez, coautor, junto con el maestro FIDE y periodista español Leontxo García, editorial MIC, año 2008.
- El arte del ataque, editorial Esfera Editorial, ISBN 978-99920-908-1-7, año 2008.
- Ajedrez solitario, editorial Selector, ISBN 970-803-085-6, ISBN 978-970-803-085-4, año 2010.
- Más ajedrez solitario, editorial Selector, ISBN 970-803-085-6, ISBN 978-607-453-044-5-085-4, año 2010.
- Los Campeones del nuevo milenio, editorial Selector, ISBN 978-607-453-077-3, año 2010.
- Defensa y contraateque, editorial Esfera Editorial, ISBN 978-99920-62-07-4 año 2011.
- Usted, ¿qué tal juega?, editorial El Peón Espía, ISBN 9788493871642, año 2011.
- Acierte las Jugadas 1: Ajedrez de Entrenamiento, Zenonchess Ediciones, ISBN 8409252864, año 2020.
- Planificación jugada a jugada: ¡Primero la idea y después la jugada!, Zenonchess Ediciones, ISBN 8409283654, año 2021.
- Problemas de Ajedrez para Principiantes, Zenonchess Ediciones, ISBN 8409294303, año 2021.
- Bobby Fischer Jugada a Jugada - Y algunas anécdotas, Zenonchess Ediciones, ISBN 8409327341, año 2021.
- Nepomniachtchi Jugada a Jugada, Zenonchess Ediciones, ISBN 8409336219, año 2021.
- Ajedrez posicional Explicado, Zenonchess Ediciones, ISBN 8409396343, año 2022.
- Rubinstein Jugada a Jugada, Zenonchess Ediciones, ISBN 8409435454, año 2022.
- El ajedrez original de Ljubojevic, Zenonchess Ediciones, ISBN 8409453371, año 2023.
- Ajedrez de Ataque en el siglo XXI, Zenonchess Ediciones, ASIN B0CHK4N8CB, año 2023.

En italiano:
- A te la mossa!, vol. 1, editorial Messaggerie Scacchistiche, ISBN 8890152567, ISBN 9788890152566, año 2008.
- A te la mossa!, vol. 2, editorial Messaggerie Scacchistiche, ISBN 889044112-7, ISBN 9788890441127, año .

En inglés:
- Chess Self-Improvement, editorial Gambit, ISBN 1 904600 29 8, año 2005.
- Winning Chess Explained, editorial Gambit, ISBN 1 904600 46 8, año 2006.
- Chess Explained: The English Opening, editorial Gambit, ISBN 1 904600 59 X, año 2006.
- Chess Explained: The Modern Benoni, editorial Gambit, ISBN 1-904600-77-8, año 2007.
- The Art of Attacking Chess, editorial Gambit, ISBN 978-1-904600-97-8, ISBN 1-904600-97-2, año 2008.
- Grandmaster Secrets: Counter-Attack!, editorial Gambit, ISBN 1-906454-09-4, ISBN 978-1-906454-09-8, año 2009.
- The Giant Chess Puzzle Book, editorial Gambit, ISBN 1-906454-20-5, ISBN 978-1-906454-20-3, año 2010.

## Premios
En septiembre de 2001, fue nombrado «Hijo Dilecto de la Ciudad de Asunción» por la municipalidad de esta ciudad paraguaya en la que nació. Ese mismo mes, también recibió la condecoración «Honor al Mérito Deportivo» por parte del Consejo Nacional de Deportes de Paraguay, institución denominada actualmente como Secretaría Nacional de Deportes de Paraguay.
El 30 de noviembre de 2016 la Honorable Cámara de Diputados del Paraguay resolvió concederle la «Orden Nacional al Mérito Comuneros», «en reconocimiento a su invalorable y meritorio aporte al deporte paraguayo, con una extensa y fructífera trayectoria deportiva en el ajedrez».
El 13 de junio de 2017 le fue concedido el premio Isaac Boleslavsky 2016 de la Comisión de entrenadores de la FIDE.